# Parafia św. Michała Archanioła w Jeżowie Sudeckim
Parafia pw. Świętego Michała Archanioła w Jeżowie Sudeckim znajduje się w dekanacie Jelenia Góra Zachód w diecezji Legnickiej. Jej proboszczem jest ks. Andrzej Szarzyński. Mieści się przy ulicy Bocznej w Jeżowie Sudeckim.